# Parafia Narodzenia Najświętszej Maryi Panny w Skolitach
Parafia Narodzenia Najświętszej Maryi Panny w Skolitach – parafia rzymskokatolicka znajdująca się w archidiecezji warmińskiej, w dekanacie Łukta.